# Dvärgstubb
Dvärgstubb (Lebetus guilleti) är en bottenlevande fisk i familjen smörbultar som är en av Europas minsta fiskar.

## Utseende
En ljust brunaktig fisk med två ryggfenor, varav den främre består av 7 taggstrålar, och den bakre av 7 till 9 mjukstrålar.Likt de flesta smörbultar är bukfenorna sammanvuxna till en sugskiva, som hos denna art är oval. Som mest blir arten 2,5 cm lång.

## Vanor
På grund av fiskens litenhet har den inte studerats mycket, och kunskaperna om dess biologi är därför små. Den lever nära bottnen vid grusbottnar, gärna i närheten av undervattensrev, ner till ett djup av 30 m.

## Utbredning
Dvärgstubben lever från Kattegatt över Brittiska öarna till Portugal, västra Medelhavet och Kanarieöarna. Den har påträffats i Danmark.